# Giovanni Battista Sammartini
Giovanni Battista Sammartini (soms ook: Samartini, Martini, San Martini en San Martino, bijgenaamd Il Milano) (Milaan, 1700 of 1701 – aldaar, 15 januari 1775) was een Italiaans componist, dirigent, organist en muziekpedagoog. Hij is de jongere broer van de hoboïst en componist Giuseppe Sammartini (1695-1750). Beide waren zonen van de Franse hoboïst Alexis Saint-Martin, die in Milaan als Alessio Sammartini bekend was; hun moeder Gerolama de Federici was afkomstig uit een Milanese hoboïsten-familie.
Bij de ontwikkeling van de klassieke stijl speelde Giovanni Battista Sammartini een centrale rol en beïnvloedde componisten van jongere generaties voortdurend. Hij was in zijn tijd een van de toonaangevende componisten in Milaan.

## Levensloop

### Kapelmeester in Milaan
Sammartini was vanaf 1725 organist bij de karmelieten en van 1730 tot 1770 als kapelmeester aan het klooster Santa Maria Maddalena te Milaan en vanaf 1728 voor de Imperial Regia Congregazione del Ss.mo Entierro di N. S. Gesù Cristo e Soledad della Ss. Vergine Addolorata (Congregatie van het Heilige graf van onze Heer Jezus Christus) aan de jezuïeten-kerk San Fedele te Milaan. Hij was tegelijkertijd aan meerdere kerken in Milaan werkzaam (gedeeltelijk tot elf gelijktijdig). Hij werd als de belangrijkste componist en musicus in Milaan aangezien en ontving daarom ook representatieve opdrachten.
Daarnaast dirigeerde hij het orkest van graaf Leopold Anton Eleutherius von Firmian.

### Beroemde leerlingen
Van 1736 tot 1741 was hij leraar van Christoph Willibald Gluck. Gluck was door Sammartini dermate beïnvloed dat hij in zijn eigen werken hele delen van Sammartini gebruikte. Grote invloed heeft Sammartini ook gehad op Johann Christian Bach, die van 1755 tot 1762 in Milaan verbleef. In 1765 speelde Luigi Boccherini in het orkest, dat onder leiding stond van Sammartini. Aan het einde van zijn leven beleefde hij in 1770 het optreden van Wolfgang Amadeus Mozart in Milaan op zijn eerste reis naar Italië.

### Cantates en opera's
Van zijn kerkmuziek, die meestal voor bepaalde broederschappen, de adel en bepaalde feestelijkheden bestemd was, is niet veel behouden gebleven. In deze werken verbinden zich elementen van de galante en de contrapuntische stijl met vocale virtuositeit en zorgvuldige instrumentatie. Van groot belang zijn hier de cantates voor de vastentijd, die Sammartini over een lange periode (van 1728 tot 1773) voor een Milanese congregatie componeerde.
De behouden gebleven opera's - alle in het Milanese Regio Ducal Teatro uitgevoerd - volgen de conventies van de opera seria.

### Instrumentale muziek
Als componist bewandelde hij nieuwe wegen in de instrumentale muziek. Daarom zijn voor de muziekgeschiedenis ook zijn instrumentale werken (symfonieën, concerti en kamermuziek) heel belangrijk. De instrumentale muziek werd door publicaties van de bekende muziekuitgevers in Parijs en Londen in heel Europa bekend.

### "De eerste Symfonicus"
Sammartini schreef meer dan 140 symfonieën en was daarmee een van de belangrijkste vertegenwoordigers van de vroege vorm van de symfonie. Hij was een van de eerste componisten die de symfonie uit haar oorspronkelijke plaats (als opera ouverture) door oplossen verwijderde en haar een zelfstandige plaats op het podium gaf. Aan de symfonieën (van de 142 behouden gebleven, zijn 75 met twijfelachtige toeschrijving) laat zich de ontwikkeling van zijn persoonlijke speling van het klassieke idioom aflezen: de vroege symfonieën zijn uitsluitend voor strijkers, die gedeeltelijk nog barok opgebouwd zijn, in het midden werd de instrumentatie met hoorns en trompetten verbreed en eindelijk de laatste twaalf symfonieën met aanvulling van hobo-stemmen, een rijkere - gedeeltelijk contrapuntisch verdichte orkestklank en uitdrukkingsrijke harmoniek. Alle tezamen hebben zij drie delen, het doorgaande gebruik van de sonate-vorm en een voorliefde voor ritmisch-metrische effecten.
Ook in de kamermuziek was Sammartini een avant-gardist: hij behoorde tot de eerste componisten die strijkkwartetten en -kwintetten componeerden.

## Composities

### Werken voor orkest

#### Symfonieën
- Symfonieën in C-groot, J-C 1; J-C 2 (ca. 1772); J-C 3; J-C 4 (ca. 1750); J-C 5; J-C 6; J-C 7 (voor 1739)[1]
- Symfonieën in c-klein, J-C 8 (1750-1751); J-C 9 (ca. 1730)
- Symfonieën in D-groot, J-C 10 (voor 1747); J-C 11 (1770); J-C 12 (voor 1760); J-C 13; J-C 14 (ca. 1735); J-C 15; J-C 16 (voor 1762); J-C 17 (1759); J-C 18 (1747 of eerder); J-C 19; J-C 20; J-C 21 (ca. 1756); J-C 22 (1760-1772)
- Symfonie in d-klein, J-C 23 (voor 1732)
- Symfonieën in Es-groot, J-C 24; J-C 25 (ca. 1745); J-C 26 (1772); J-C 27 (voor 1765); J-C 28 (1770); J-C 29 (1750-1751); J-C 30
- Symfonie in E-groot, J-C 31 (1760-1772)
- Symfonieën in F-groot, J-C 32 (voor 1744); J-C 33 (ca. 1735); J-C 34 (voor 1742); J-C 35 (voor 1742); J-C 36 (ca. 1735); J-C 37 (voor 1742); J-C 38 (1732 of eerder)
- Symfonieën in G-groot, J-C 39 (ca. 1735); J-C 40 (1769); J-C 41 (voor 1762); J-C 42; J-C 43 (voor 1772); J-C 44 (ca. 1744); J-C 45 (voor 1758); J-C 46 (ca. 1745); J-C 47 (voor 1761); J-C 48 (ca. 1750); J-C 49; J-C 50; J-C 51 (voor 1753); J-C 52 (1750-55); J-C 53 (voor 1765); J-C 54; J-C 55 (voor 1762)
- Symfonieën in g-klein, J-C 56 (ca. 1745); J-C 57 (ca. 1745); J-C 58 (voor 1758); J-C 59 (ca. 1730)
- Symfonieën in A-groot, J-C 60 (1772); J-C 61 (voor 1755); J-C 62 (voor 1757); J-C 63 (1760-1772); J-C 64 (voor 1744); J-C 65 (voor 1738)
- Symfonieën in Bes-groot, J-C 66 (ca. 1730); J-C 67 (voor 1744); J-C 68 (voor 1744)

#### Concerten voor instrumenten en orkest
- Concert voor cello in C, J-C 69 (ca. 1728)
- Concerten voor viool in A, J-C 77.1 (ca. 1733); in F, J-C 74 (ca. 1735-1739); in A, J-C 77 (1738); in G, J-C 75 (1739/1740); in G, J-C D-82 (ca. 1740-1745); in G, J-C D-81.2 (ca. 1745-1750); in B, J-C 78.1 (ca. 1757-1760); in Es, J-C 73 (1762); in A, J-C 77.2 (1764); in D, J-C 70 (ca. 1765); in B, J-C 78 (ca. 1765); in D, J-C D-79 (ca. 1750 - Sammartini toegeschreven)
- Concerten voor fluit in D, J-C 72 (1739/1740); in D, J-C 71 (ca. 1745-1748); in G, J-C D-83 (ca. 1735-1739 - Sammartini toegeschreven)
- Concerto a piu instrumenti obbligati in Es, J-C 73 (ca. 1750-1755); in A, J-C 76 (ca. 1761-1764); in Es, J-C 77.2 (ca. 1766-1770)
- Sinfonia concertata voor viool in B, J-C 78.2 (ca. 1765-1766)
- Concert voor 2 fluiten in C, J-C D-75 (ca. 1730 - Sammartini toegeschreven)
- Concert voor hobo in G, J-C D-82 (ca. 1740-1745 - Sammartini toegeschreven)
- Concert voor 2 hobo's in D, J-C D-77 (ca. 1720-1725 - Sammartini toegeschreven)
- Concert voor 2 hoorns in G, J-C D-84 (ca. 1765-1766 - Sammartini toegeschreven)

### Cantates en kerkmuziek
- 1751 Il pianto di San Pietro, cantata sacra voor solisten (sopraan, contralto, tenor), orkest en basso continuo, J-C 117
- 1751 Il pianto delle Pie Donne, cantata sacra voor solisten (sopraan, contralto, tenor), orkest en basso continuo, J-C 118
- 1751 Il pianto degli Angeli della Pace, cantata sacra voor solisten (sopraan, mezzosopraan, tenor), orkest en basso continuo, J-C 119
- 1751 Il pianto di Maddalena al Sepolcro, cantata sacra voor solisten (sopraan, contralto, tenor), orkest en basso continuo, J-C 120
- 1751 Maria Addolorata, cantata sacra voor solisten (sopraan, contralto, tenor), orkest en basso continuo, J-C 121
- 1759 Gerusalemme sconoscente ingrata, cantata sacra voor solisten (sopraan, contralto, tenor), orkest en basso continuo, J-C 122
- 1759 L'Adolorata Divina Madre, cantata sacra voor solisten (sopraan, contralto, tenor), orkest en basso continuo, J-C 123
- 1759 Della Passione di Nostro Signore Gesù Cristo, cantate voor sopraan, mezzosopraan, tenor, orkest en basso continuo, J-C 124
- Confitebor, J-C B-5
- Gerusalemme sconoscente ingrata, cantate voor mezzosopraan, tenor en orkest, J-C 122
- La perfidia giudaice S.S. Passione di Gesù Cristo, cantate, C-49
- Magnificat in Bes-groot, voor sopraan, alt, tenor, bas, gemengd koor en orkest, J-C 111

### Muziektheater

#### Opera's
| Voltooid in | titel                                             | aktes   | première                                     | libretto   |
| ----------- | ------------------------------------------------- | ------- | -------------------------------------------- | ---------- |
| 1732        | Memet                                             | 3 aktes | 1732, Lodi                                   | onbekend   |
| 1733        | L'ambizione superata dalla virtù                  | 3 aktes | 26 december 1733, Milaan, Regio Ducal Teatro | A. Severo  |
| 1743        | L'Agrippina, moglie di Tiberio                    | 3 aktes | 3 februari 1743, Milaan, Regio Ducal Teatro  | G. Riviera |
| 1747        | La gara del genio germanico con il genio d'Italia |         | 28 mei 1747, Milaan, Regio Ducal Teatro      | G. Riviera |

#### Balletten
| Voltooid in | titel                 | aktes | première                 | libretto               | choreografie |
| ----------- | --------------------- | ----- | ------------------------ | ---------------------- | ------------ |
| 1752        | Antigone              |       | 26 december 1752, Milaan | M. Chiesa, "Pasticcio" |              |
| 1753        | Demofoonte, 2e versie |       | 3 februari 1753, Milaan  | N. Jommelli            |              |
| 1753        | Ciro in Armenia       |       | 26 december 1753, Milaan | I. Balbi               |              |
| 1753-1754   | Lucio in Vero         |       | 26 januari 1754, Milaan  | N.Jommelli             |              |
| 1773        | Il trionfo d'amore    |       | 29 december 1773, Milaan |                        |              |

### Kamermuziek
- Kwartet in A groot, voor dwarsfluit, 2 violen en cello (is identiek met het Notturno à quattro van Johann Michael Haydn)
  1. Affettuoso
  2. Allegro spirituoso
- Kwintet nr. 3, voor 3 violen, altviool en contrabas
- 12 Sonates en trio, voor 2 dwarsfluiten en basso continuo
- 28 Sonates, voor 2 dwarsfluiten en basso continuo
- Sonate, voor dwarsfluit, 2 violen en basso continuo
- Sonate in D-groot, voor dwarsfluit, 2 violen en basso continuo
- Sonate in Bes groot, voor cello en basso continuo, op. 4 Nr. 2
- Sonata in G-groot, voor cello en basso continuo
- Sonate, voor cello en strijkorkest (of piano) - met cadensen van Nicolas Karjinskij
- Suite, voor viool en klavecimbel
- Trio in D-groot, voor 2 dwarsfluiten en basso continuo
- Triosonaten - Notturno voor strijktrio, voor 2 violen en cello, op. 7 (nr. 1 - 6)